# Camp magnètic

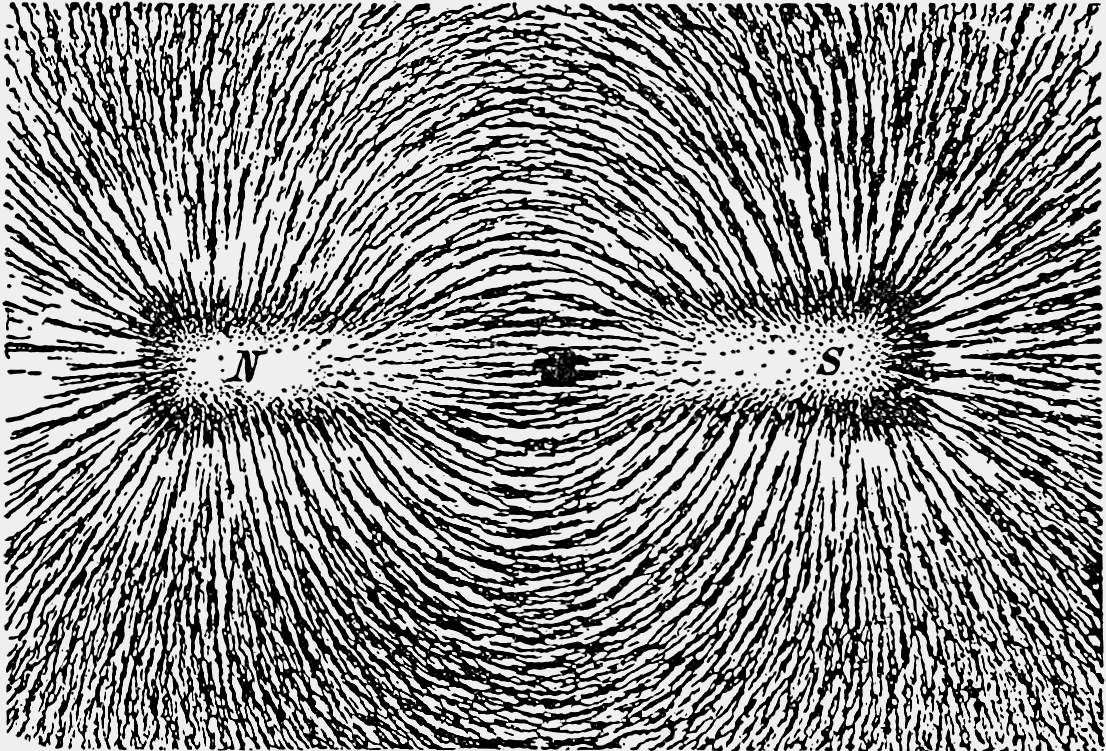
Llimadures de ferro alineades entorn d'un imant, seguint el seu camp magnètic

En física, el camp magnètic és una entitat física generada per la presència de càrregues elèctriques en moviment (com ara els corrents elèctrics), o bé per la presència de partícules quàntiques amb espín, i que exerceix una força sobre les altres càrregues que es mouen sota la seva influència. Els camps magnètics envolten els corrents elèctrics, els dipols i els camps elèctrics variables.
Quan els dipols són dintre del radi d'acció d'un camp magnètic, els dipols magnètics s'alineen de manera que els seus eixos siguin paral·lels a les línies de camp, de la mateixa manera que ho farien les llimadures de ferro en presència d'un imant (vegeu la imatge de la dreta). Els camps magnètics també tenen la seva pròpia energia, amb una densitat d'energia proporcional al quadrat de la intensitat de camp. Al Sistema Internacional d'unitats el camp magnètic es mesura en tesles.
Hi ha tota una sèrie de fenòmens on es manifesten els camps magnètics. Per a la física dels materials magnètics vegeu: magnetisme, imant, ferromagnetisme, paramagnetisme i diamagnetisme. Per als creats pels dipols estacionaris i els corrents elèctrics constants vegeu: Corrent elèctric i magnetoestàtica. Per als camps magnètics creats per corrents elèctrics variables vegeu: electromagnetisme.
El camp elèctric i el camp magnètic són estretament relacionats en dos sentits: primer, els canvis en qualsevol dels dos camps poden causar, induir, canvis a l'altre d'acord amb les equacions de Maxwell; segon, d'acord amb la teoria de la relativitat especial d'Einstein, una força magnètica a un sistema inercial de referència pot ser una força elèctrica a un altre sistema de referència i viceversa (vegeu electromagnetisme relativista). Tots dos camps junts formen el camp electromagnètic, que és conegut per ser darrere de fenòmens com la llum i altres ones electromagnètiques.

## Història
Des del segle vi aC, els filòsofs grecs van descriure - i van intentar explicar - l'efecte de minerals rics en magnetita. Aquestes roques procedien entre altres de la ciutat de Magnèsia que va donar el seu nom al fenomen.
L'agulla «assenyala-sud» l'esmenta per primera vegada al segle xi Chen Koua i, tot i que hi ha constància del coneixement de l'imant a la Xina des del segle iii aC, el problema del magnetisme terrestre apareix molt més tard. La utilització de la brúixola en les tècniques de navegació dataria del segle xii i el seu ús exacte resta pendent de precisar a conseqüència d'una navegació essencialment costanera a aquella època. Les brúixoles feien ús del camp magnètic terrestre, que avui en dia es troba més o menys alineat amb l'eix de rotació terrestre, raó per a la qual una brúixola que indica el pol magnètic, indica també (encara que aproximadament) la direcció del pol geogràfic.
A Occident, Petrus Peregrinus també conegut com a Pierre Pèlerin de Maricourt va ser un dels primers a treballar sobre el magnetisme, el 1269 va escriure la seva Epistola de magnete on descriu la construcció d'una brúixola magnètica més o menys a la mateixa època que els savis xinesos. El 1295 Ramon Llull escriu Sobre l'art de la navegació on parla de la utilització de la brúixola. Gairebé tres segles més tard, William Gilbert, un metge, filòsof natural i físic anglès va replicar el treball de Peregrinus i va ser el primer a establir explícitament que la mateixa Terra era un imant. La gran obra de Gilbert és De Magnete, que va ser publicada l'any 1600 i va ajudar a establir l'estudi del magnetisme com una ciència.
El 1750 John Michell va publicar la seva obra “A Treatise of Artificial Magnets, in which is shown an easy and expeditious method of making them superior to the best natural ones: and also, A Way to improve the Natural ones, and of changing or converting their Poles" on va escriure que els pols magnètics s'atreuen i es repel·leixen segons la llei de la inversa del quadrat. Més tard, el 1785, Charles-Augustin de Coulomb va verificar la llei de Michell i va establir de manera explícita que els pols Nord i Sud no poden ser separats.
Per als enciclopedistes de la il·lustració," el magnetisme és el nom general que es dona a les diferents propietats de l'imant", atribuint els seus efectes a una "matèria subtil" diferent de l'aire» (perquè aquests fenòmens tenen igualment lloc en el buit) que diuen magnètic. Més enllà afirmen que «és encara una qüestió no menys difícil la de saber si hi ha alguna relació entre la causa del magnetisme i la de l'electricitat, ja que hom no coneix gaire millor l'una que l'altre.»

Hans Christian Ørsted, Der Geist in der Natur, 1854

L'electricitat i el magnetisme es van desenvolupar com a ciències independentment l'una de l'altra fins al 1820, quan un físic i químic danès anomenat Hans Christian Ørsted (1777 – 1851) que pensava que totes les forces de la natura eren relacionades entre si, va observar una relació entre els dos fenòmens: experimentant amb una pila voltaica Ørsted va veure que el corrent elèctric que passava per un filferro podia afectar l'agulla magnètica d'una brúixola (experiment d'Ørsted) Poc després es va comprovar que tot fenomen magnètic era produït per corrents elèctrics i s'unificaren de manera definitiva el magnetisme i l'electricitat, originant la branca de física que coneixem com a electromagnetisme.
Francesc Joan Domènec Aragó (1786 - 1853), va presenciar l'experiment d'Ørsted a Ginebra en què el corrent elèctric desvia una agulla imantada i el va repetir a París animant a Ampère a investigar sobre el fenomen. Va descobrir la imantació de ferro per un corrent elèctric i, de manera independent a Ampère, va construir el primer electroimant.

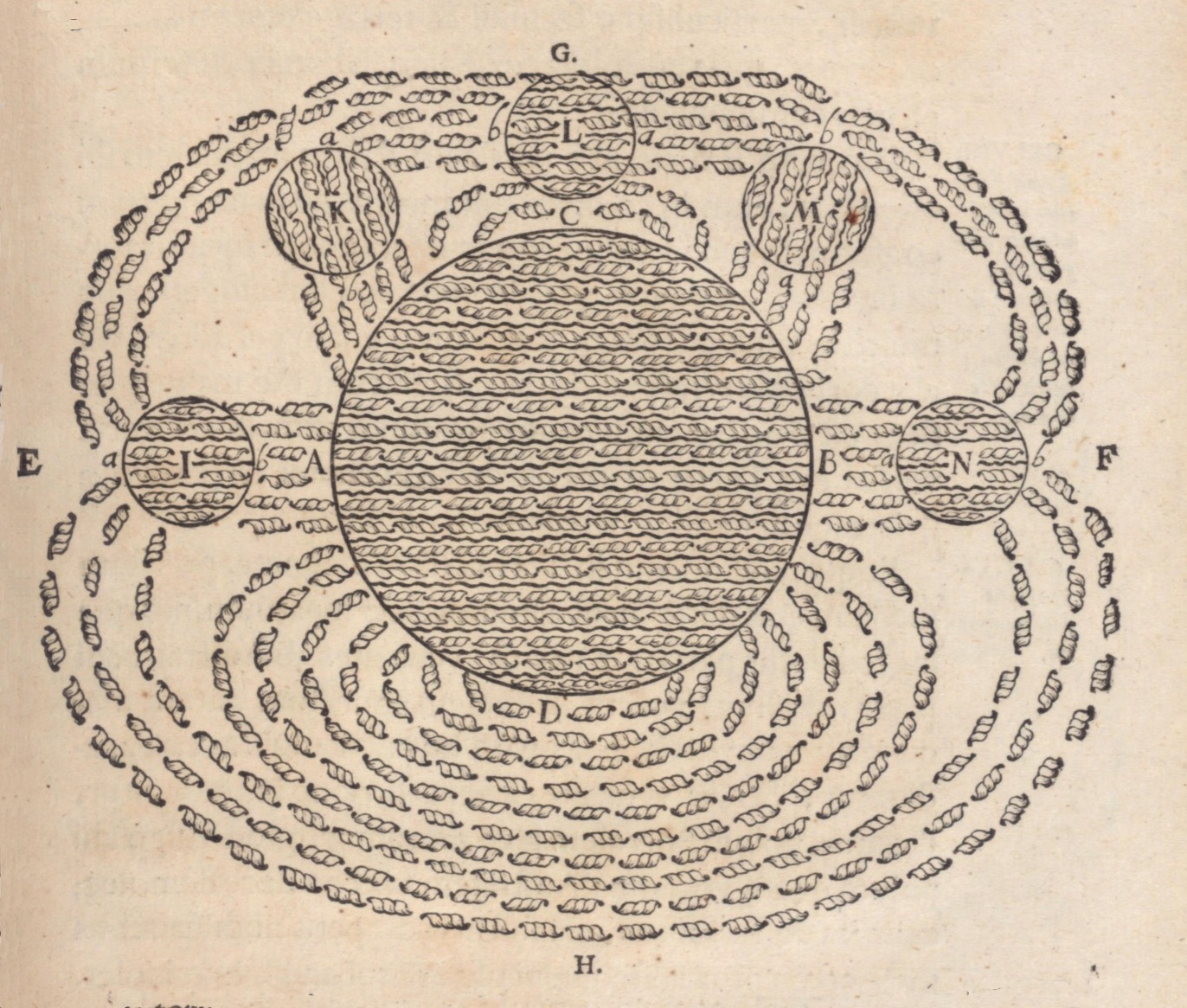
Dibuix d'un camp magnètic a l'obra Principia Philosophiae (1644) de René Descartes. Es tracta d'un dels primers dibuixos del concepte de camp magnètic, mostra el camp magnètic de la Terra (D) atraient diferents imants (I, K, L, M, N) ilustrant la teoria del magnetisme. Descartes pensava que el magnetisme era causat per la circulació de petites partícules.

André-Marie Ampère (1775 – 1836) va assistir a la presentació que Francesc Aragó va fer a l'Acadèmia Francesa de les Ciències el setembre del 1820 de les descobertes d'Ørsted i va desenvolupar un interès tan gran sobre el tema que en molt poc temps, el 25 de setembre del 1920, va llegir una memòria sobre l'efecte del corrent elèctric d'una pila voltaica sobre una agulla magnètica i presentà un fet nou: la interacció de dos corrents sense mediació d'un imant. Ampère va continuar treballant sobre els corrents elèctrics durant els anys següents, presentant memòries a l'Acadèmia de les Ciències i publicant els resultats del seu treball, finalment el 1827 va publicar Mémoire sur la théorie mathématique des phénomènes électrodynamiques uniquement déduite de l'expérience on va exposar els seus experiments i els fonaments dels fenòmens observats (el que avui coneixem com a llei d'Ampère): Dos conductors paral·lels a través dels quals passa un corrent en el mateix sentit s'atreuen i es repel·leixen si els corrents van en sentit oposat; l'efecte magnètic d'un conductor a través del qual passa un corrent elèctric és idèntic al d'un imant permanent; la magnetització és alineament de les molècules a causa d'un camp magnètic extern.
El 1873, James Clerk Maxwell unifica el camp magnètic i el camp elèctric, al si de la teoria de l'electromagnetisme.
El 1873, Zénobe Gramme descobreix el primer motor elèctric de corrent continu, utilitzable a gran escala.
El 1905, Albert Einstein publica la teoria de la relativitat especial i obté els camps magnètics com el resultat de la transformació relativista dels camps electroestàtics.
El 1933, Walther Meissner i Robert Ochsenfeld descobreixen que una mostra superconductora submergida a un camp magnètic té tendència a expulsar aquest del seu interior (efecte Meissner).
El 1944, Lars Onsager proposa el primer model (anomenat model d'Ising) que descriu el fenomen del ferromagnetisme.
El 1966, el doctor Karl Strnat descobreix els primers imants samari-cobalt, d'una energia fenomenal (18 a 30 MGOe).
El 1968 es descobreixen els púlsars, restes d'estrelles extraordinàriament denses, seu dels camps magnètics més intensos que existeixen avui en la naturalesa (4×108 tesles per al púlsar del Cranc, per exemple).
El 1983, un equip internacional crea imants amb una aleació de neodimi, ferro i bor. Aquests imants permanents són els més potents coneguts fins avui (aproximadament 1,25 tesla).
El 1998, un equip rus crea un camp magnètic polsat per una explosió que arriba a 2800 T.
El 12 de desembre de 1999, un equip americà crea un camp magnètic continu d'una intensitat de 45 T.
El 2006, s'aconsegueixen camps magnètics polsants de 100 T sense destrucció.

## Definició
En física clàssica, el camp magnètic {\displaystyle \mathbf {B} } és un camp vectorial, un vector a cada punt de l'espai per a qualsevol moment, que en unitats del Sistema Internacional es mesura en tesles (un tesla és un newton-segons per coulomb-metre). Aquest camp vectorial té la propietat d'ésser solenoidal.
El camp {\displaystyle \mathbf {B} } pot ser definit i mesurat per mitjà d'un petit dipol magnètic, com per exemple un petit imant. El camp magnètic exerceix un moment de força sobre els dipols magnètics que tendeix a adquirir la mateixa direcció que el camp, de manera idèntica al cas d'una brúixola, i a més la magnitud d'aquest parell de forces és proporcional a la magnitud del camp magnètic. En conseqüència, per tal de mesurar el camp magnètic a un punt determinat de l'espai s'hi pot posar un petit imant que pugui girar lliurement, com una brúixola; la direcció vers la que apunti serà la de {\displaystyle \mathbf {B} } i la ràtio de la màxima magnitud del parell de forces del moment magnètic de l'imant serà la magnitud de {\displaystyle |\mathbf {B} |}.
Hi ha altres vies diferents, físicament equivalents, per tal de definir el camp magnètic, com per exemple a través de la força de Lorentz o a través d'una solució de les equacions de Maxwell.
De qualsevol de les definicions que es pugui utilitzar es deriva que el camp vectorial magnètic, essent un producte vectorial, és un pseudovector o vector axial.
En el cas d'un imant en barra, la direcció del camp magnètic és la següent: A l'interior de l'imant apunta grosso modo cap al pol nord de l'imant mentre que a l'exterior ho fa cap al pol sud.

### B i H
Els físics utilitzen dues magnituds per referir-se als camps magnètics per a les quals s'utilitza la notació {\displaystyle H} i {\displaystyle B}. El camp vectorial {\displaystyle H} és conegut en el món de l'electrotècnia com intensitat de camp magnètic o força de camp magnètic. El camp vectorial {\displaystyle B} és conegut com a densitat de flux magnètic, inducció magnètica o simplement camp magnètic, com en el cas dels físics i es mesura en tesles (T) al Sistema Internacional, que equival a webers (Wb) per metre quadrat o volts segon per metre quadrat. El flux magnètic es mesura en webers, per tant el camp {\displaystyle B} és una densitat per unitat de superfície. El camp vectorial {\displaystyle H} es mesura en amperes/metre al Sistema Internacional d'Unitats i se'l podria considerar com una analogia del camp desplaçament elèctric representat per {\displaystyle \mathbf {D} } i mesurar en amperes-segon per metre quadrat. Malgrat el terme camp magnètic ha estat històricament reservat per {\displaystyle H} i {\displaystyle B} ha estat conegut com a inducció magnètica, avui dia {\displaystyle B} és considerat com a l'entitat fonamental i molts autors s'hi refereixen com a camp magnètic, excepte quan el context no permet diferenciar si es tracta de {\displaystyle H} o de {\displaystyle B}.
La diferència entre els vectors {\displaystyle B} i {\displaystyle H} es pot trobar a la literatura científica des de l'escrit On Faraday's Lines of Force (Sobre les línies de força de Faraday) de Maxwell publicat el 1855. Que seria clarificat més tard al seu concepte de mar de vòrtex molecular a una nova publicació del seu escrit anterior el 1861. En aquest context, {\displaystyle H} representa la vorticitat (espín), mentre que {\displaystyle B} era una vorticitat engrandida per la densitat del mar de vòrtex. Maxwell considerava la permeabilitat magnètica µ com una mesura de la densitat del mar de vòrtex. D'aquí la relació,
(1) Corrent d'inducció magnètica causa una densitat de corrent magnètic
{\displaystyle \mathbf {B} =\mu \mathbf {H} }

Línies de camp entorn d'una espira conductora (un dipol magnetoestàtic que no ha estat dibuixat).

que és essencialment una analogia rotacional de la relació lineal del corrent elèctric, 
(2) Corrent de convecció elèctrica
{\displaystyle \mathbf {J} =\rho \mathbf {v} }
on {\displaystyle \rho } és la densitat de càrrega elèctrica. {\displaystyle B} és vist com un tipus de corrent magnètic de vòrtex. Amb µ representant la densitat de vòrtex, ara podem veure com el producte de µ amb la vorticitat {\displaystyle H} porta al terme de densitat de flux magnètic que rep la notació {\displaystyle B}.
L'equació del corrent elèctric pot ser vista com la representació d'un corrent convectiu de càrregues elèctriques que implica un moviment lineal. Per analogia, l'equació magnètica representaria un corrent inductiu que implicaria un espín. No hi ha moviment linear al corrent inductiu al llarg de la direcció del vector {\displaystyle B}. El corrent magnètic inductiu representa línies de força, en particular representa línies de la llei inversa del quadrat.
L'ampliació de les consideracions anteriors confirmen que on {\displaystyle B} és {\displaystyle H}, i on {\displaystyle \mathbf {J} } és ρ, llavors de la llei de Gauss i de l'equació de continuïtat de la càrrega necessàriament se segueix que {\displaystyle \mathbf {E} } és {\displaystyle \mathbf {D} }. Per exemple, {\displaystyle B} paral·lel amb {\displaystyle \mathbf {E} }, llavors {\displaystyle H} és paral·lel amb {\displaystyle \mathbf {D} }.
En unitats del Sistema Internacional d'Unitats {\displaystyle \mathbf {B} \ } i {\displaystyle \mathbf {H} \ } es mesuren respectivament en tesles (T) i amperes per metre (A/m). Dos fils conductors paral·lels pels que passa un corrent elèctric en la mateixa direcció generarà un camp magnètic que causarà una força d'atracció entre ambdós. Aquest fet s'utilitza per a definir el valor d'un ampere de corrent elèctric. Vegeu llei d'Ampère i ampere.
Els camps {\displaystyle \mathbf {B} } i {\displaystyle H} també són relacionats amb l'equació
{\displaystyle \mathbf {B} =\mu _{0}(\mathbf {H} +\mathbf {M} )} (en unitats del SI)
on {\displaystyle \mathbf {M} } és la magnetització.

## Representació matemàtica
Matemàticament, el camp magnètic es representa per un camp vectorial, que s'acostuma a anomenar B. Les equacions que determinen el valor del camp magnètic generat per un corrent elèctric són dues de les quatre equacions de Maxwell:
{\displaystyle \nabla \times \mathbf {B} =\mu _{0}\mathbf {J} +\mu _{0}\epsilon _{0}{\frac {\partial \mathbf {E} }{\partial t}}}
{\displaystyle \nabla \cdot \mathbf {B} =0}
on {\displaystyle \mu _{0}\ } és la permeabilitat del buit, J és la densitat de corrent, {\displaystyle \epsilon _{0}\ } és la permitivitat del buit, E és el camp elèctric i t és el temps.
Un camp magnètic B exerceix una força F sobre una partícula carregada en moviment que ve donada per 
{\displaystyle \mathbf {F} =q\mathbf {v} \times \mathbf {B} ,}
on q és la càrrega de la partícula i v és la seva velocitat de deriva.
Els imants permanents constitueixen dipols magnètics generats per l'alineació simultània dels espins de moltes partícules.
Des del punt de vista de la relativitat, el camp magnètic és una manifestació d'una entitat més general, el camp electromagnètic, que descriu simultàniament els camps elèctrics i magnètics. Un camp percebut com a magnètic per un determinat observador és en general percebut com una combinació de camps elèctrics i magnètics per un altre observador. Una visió radical és que el camp magnètic és un efecte relativista del camp electromagnètic, sent el camp elèctric l'efecte no-relativista; tanmateix, aquesta visió no s'acostuma adoptar per la gran importància pràctica dels camps magnètics.

## Camp magnètic i imants permanents

Línies de camp d'un imant en forma d'U.

Els imants permanents són objectes que produeixen els seus propis camps magnètics persistents. Tots els imants permanents tenen un pol nord i un pol sud. Es fan de materials ferromagnètics com ferro i el níquel que s'han imantat. La potència d'un imant es representa pel seu moment magnètic, m; per a imants simples, m assenyala en direcció a una línia que va des del pol sud fins a pol nord de l'imant.

### Força exercida sobre un imant a causa d'unBno uniforme
En apropar pols magnètics iguals es repel·leixen mentre que pols oposats s'atreuen. Això és un exemple específic d'una regla general: que els imants s'atreuen (o repelen depenent de l'orientació de l'imant) cap a regions de camp magnètic més intens. Per exemple, els pols oposats s'atreuen perquè cada imant és empès cap a zones de camp magnètic més intens properes del pol de l'altre; la força és atractiva perquè per a cada imant m és en la mateixa direcció que el camp magnètic B de l'altre.
Invertint la direcció de m s'inverteix la força resultant. Imants amb m oposada a B' són empesos a regions de camp magnètic més baix, a condició que l'imant, i per tant, m no giri a causa de parell de forces magnètiques. Això és el que passa en el cas de pols iguals de dos imants que s'apropin l'un a l'altre. La capacitat d'un camp magnètic no uniforme per ordenar de forma diferent dipols orientats és la base de l'experiment Stern-Gerlach, que va establir la natura mecànica quàntica dels dipols magnètics associats amb àtoms i electrons.
Els detalls del model de bucle amperià són diferents i més complicats, però donen el mateix resultat: que els dipols magnètics són atrets/repel·lits a regions de camp magnètic superior. Matemàticament, la força sobre un imant petit que té un moment magnètic m a causa d'un camp magnètic B és:
{\displaystyle \mathbf {F} =\mathbf {\nabla } \left(\mathbf {m} \cdot \mathbf {B} \right),}
on el gradient ∇ és el canvi de la quantitat m·B per unitat de distància i la direcció és la d'augment màxim de m·B. El producte escalar m·B  = mBcos(θ), on m i B representen la magnitud de la vectors m i B i θ és l'angle entre ells. Aquesta equació només és estrictament vàlida per imants de mida zero, però sovint es pot fer servir com a aproximació per a imants no gaire grans. La força magnètica en imants més grans es determina dividint-los en regions més petites que tenen el seu propi m llavors sumant les forces en cada una d'aquestes regions.
La força entre dos imants és força complicada i depèn de l'orientació dels dos imants i la distància relativa entre ells. La força és especialment sensible a rotacions dels imants a causa de parell de forces magnètic.
En molts casos, la força i el parell de forces en un imant es poden modelitzar bastant bé assumint una 'càrrega magnètica' en els pols de cada imant i utilitzant un equivalent magnètic a la llei de Coulomb. En aquest model, cada pol magnètic és una font d'un camp H que és més fort prop del pol. Un camp H extern exerceix una força en direcció a H en un pol nord i oposada a H sobre un pol sud. En un camp magnètic no uniforme, cada pol veu un camp diferent i està subjecte a una força diferent. La diferència en les dues forces mou l'imant en direcció al camp magnètic creixent i també pot provocar un parell de forces net.
Desafortunadament, la idea de "pols" no reflecteix acuradament què passa dins d'un imant (vegeu ferromagnetisme). Per exemple, un imant petit a l'interior d'un imant més gran sent una força en la direcció oposada. La descripció més físicament correcta del magnetisme implica bucles de corrent de dimensionats atòmiques distribuïts per tot l'imant.

### Parell de forces en un imant a causa d'un campB
Un imant posat en un camp magnètic sent un parell de forces que intenta alinear l'imant amb el camp magnètic. El parell de forces en un imant a causa d'un camp magnètic extern és fàcil d'observar posant dos imants l'un prop de l'altre mentre es permet a un girar. El parell de forces N en un imant petit és proporcional tant al camp B aplicat com al moment magnètic m de l'imant:
{\displaystyle \mathbf {N} =\mathbf {m} \times \mathbf {B} ,\,}
on × representa el producte vectorial.
L'alineació d'un imant amb el camp magnètic de la Terra és com funcionen les brúixoles. També es fa servir per determinar la direcció d'un camp magnètic local. Es munta un imant petit de forma que sigui lliure girar (en un pla donat) i es marca el seu pol nord. Per definició, la direcció del camp magnètic local és la direcció a la que tendeix a apuntar el pol nord d'una brúixola (o de qualsevol imant).
Els parells de forces magnètics es fan servir per moure motors elèctrics simples. En un disseny de motors simple, un imant es fixa a un eix lliure de girar (formant un rotor) i se sotmet al camp magnètic generat per un conjunt d'electroimants -anomenats l'estator. Variant contínuament el corrent elèctric a través de cada un dels electroimants, de forma que canvien la polaritat dels seus camps magnètics, l'estator manté el poles iguals a prop dels del rotor; El parell de forces magnètiques resultant es transmet a l'eix. El procés invers, transformant moviment mecànic en energia elèctrica, és el que es fa el generador elèctric.

## Camp magnètic i corrent estacionari

Aplicant un corrent elèctric (I) a través d'un fil conductor, es produeix un camp magnètic al seu voltant. Si agafem el conductor amb la mà dreta el polze indicarà el sentit del corrent si els altres quatre dits segueixen la direcció del camp

El camp magnètic generat per un corrent estacionari, un flux continu de càrregues elèctriques, a través dun fil conductor per exemple, que és constant al llarg del temps i on les càrregues no augmenten ni disminueixen a cap punt, es descriu amb la llei de Biot-Savart:
{\displaystyle d\mathbf {B} ={\frac {\mu _{0}}{4\pi }}{\frac {Id\mathbf {l} \times \mathbf {\hat {r}} }{r^{2}}}}
on
{\displaystyle I} és el corrent
{\displaystyle d\mathbf {l} } és un vector la magnitud del qual correspon a una part infinitesimal de la longitud del fil conductor, i la seva direcció és la convencional del corrent elèctric,
{\displaystyle d\mathbf {B} } és la contribució diferencial al camp magnètic resultant de l'element infinitesimal del fil conductor,
{\displaystyle \mu _{0}} és la permeabilitat del buit
{\displaystyle \mathbf {\hat {r}} } és el vector desplaçament unitari de l'element infinitesimal del fil conductor al punt al que es mesura el camp, i
{\displaystyle r} és la distància des de l'element infinitesimal del fil conductor fins al punt on es mesura el camp.
Derivant de l'equació, el camp magnètic d'un element infinitesimal del fil conductor actuant sobre el punt on considerem el camp és llavors:
{\displaystyle \mathbf {B} ={\frac {\mu _{0}I}{2\pi r}}}
Això és una conseqüència de la llei d'Ampère, una de les equacions de Maxwell.

## Energia emmagatzemada en camps magnètics
Demanar quanta energia es necessita per crear un camp magnètic específic fent servir un corrent particular és important per distingir entre corrents lliures i lligades. És el corrent lliure el que directament es 'provoca' per crear el camp magnètic. Els corrents lligats creen un camp magnètic contra el qual el corrent lliure ha d'actuar sense fer gens del treball.
Per això no sorpren, que el camp H sigui important en els càlculs de l'energia magnètics ja que tracta les dues fonts de forma diferent. En general el diferencial de treball pel unitat de volum δW que es necessita per provocar un canvi petit del camp magnètic que δB és:
{\displaystyle \delta W=\mathbf {H} \cdot \delta \mathbf {B} .}
Si no hi ha materials magnètics al voltant llavors es pot substituir H per B ⁄ μ0,
{\displaystyle u={\frac {\mathbf {B} \cdot \mathbf {B} }{2\mu _{o}}}.}
Per a materials lineals (tal que B = μH), la densitat d'energia es pot expressar com:
{\displaystyle u={\frac {\mathbf {B} \cdot \mathbf {B} }{2\mu }}={\frac {\mu \mathbf {H} \cdot \mathbf {H} }{2}}.} (Vàlid només per a materials lineals)
En els materials no lineals no es pot fer servir aquesta equació sinó que s'han de retornar a la primera equació que és sempre vàlida. En particular, la densitat d'energia emmagatzemada en els camps de materials amb histèresi com els ferromagnets i superconductors depèn de com es crea el camp magnètic.